# توم کوردس
توم کوردس (هلندی: Tom Cordes؛ زادهٔ ۳۰ مهٔ ۱۹۶۶) ورزشکار ورزش دوچرخه‌سواری اهل هلند است.
وی در مسابقات کشوری و بین‌المللی در مجموع برندهٔ ۱ مدال طلا شده‌است.